# Zhongwei
Zhōngwèi (chinês simplificado: 中卫, chinês tradicional: 中衛, wade-giles: Chung-wei) é uma prefeitura com nível de cidade na província de Ningxia, na China.